# Jakub I (margrabia Badenii)
Jakub I (ur. 15 marca 1407, zm. 13 października 1453) – margrabia Badenii od 1431 r. z rodu Zähringen.

## Życiorys
Jakub I był najstarszym (i jedynym, który przeżył ojca) synem margrabiego Badenii Bernarda I i Anny, córki Ludwika XII, hrabiego Öttingen. W 1431 r. odziedziczył Badenię po śmierci ojca, ale już od 1425 r. sprawował rządy w wydzielonej jej części. W przeciwieństwie do ojca, prowadził raczej ugodową politykę, starał się pośredniczyć w rozwiązywaniu konfliktów. Dzięki małżeństwu z księżniczką lotaryńską nawiązał dobre kontakty z Francją i otworzył możliwość uzyskania dla swoich synów funkcji księstw biskupich na zachodzie Rzeszy. Jego bliskim sojusznikiem był Albrecht Achilles z rodu Hohenzollernów (późniejszy zięć Jakuba). Wspierał panujących władców Niemiec, najpierw Zygmunta Luksemburskiego, a po jego śmierci związał się z Habsburgami. Dużym sukcesem było zaaranżowanie małżeństwa najstarszego syna Jakuba, Karola I z księżniczką austriacką z rodu Habsburgów, Katarzyną, siostrą króla Fryderyka III Habsburga. Jednak jego uczestnictwo w konfliktach po stronie Habsburgów spowodowało zniszczenia w Badenii. Zdołał jednak poczynić pewne nabytki terytorialne. W swoim testamencie, wbrew woli swego ojca, podzielił Badenię między swych trzech synów.

## Rodzina
Żoną Jakuba była od 1421 lub 1422 r. Katarzyna (zm. 1439), córka Karola II, księcia Lotaryngii. Ze związku tego pochodziło siedmioro dzieci:
- Karol I (ok. 1427–1475), margrabia Badenii,
- Bernard II (1428–1458), margrabia Badenii,
- Jan (1430–1503), arcybiskup i książę-elektor Trewiru,
- Małgorzata (1431–1457), żona margrabiego Ansbach i Kulmbach, późniejszego margrabiego Brandenburgii Albrechta Achillesa,
- Jerzy (1433–1484), margrabia Badenii, biskup Metzu,
- Marek (1434–1478), administrator biskupstwa Liège,
- Matylda (?–1484).